# 루스타비
루스타비(조지아어: რუსთავი)는 조지아의 동남부 크베모 카르틀리 주와 수도 트빌리시 남동쪽으로 25 km 정도 떨어진 곳에 위치한 도시이다. 그 도시는 좌표 북위 41° 32′  동경 45° 00′  / 북위 41.533°  동경 45.000° 의 므트바리강 유역에 있다. 그 도시의 인구는 115,384명(2002년 인구 조사)이며 루스타비 야금 공장이 발달했다.
루스타비의 역사에는 두 시대가 있다. 13세기에 도시가 파괴되기 전까지가 고대 시대의 초기 역사이며, 소련 시대부터 현재까지가 현대 역사이다.

## 초기 역사
루스타비는 고대 조지아의 도시 가운데 하나로, 조지아 역사에 있어서 필수적인 지역이다. 루스타비의 건립은 태고로 거슬러 올라간다. 레온티 므로벨리는 그 과정과 조지아 사람들의 영광스러운 조상의 이름과 연관 짓는다. 레온티의 작품 "조지아 왕국의 해설"에서 루스타비는 로스탄-칼라키라고 불린다. 그 도시의 위치는 므크바리 강에 위치해 있으며 카르틀로스의 아내가 건립했다. 그녀는 라글루지 산 동부에 성곽을 건설했다.
역사가 레온티 므로벨리 첫 번째 조지아 왕의 삶을 기술했는데, 알렉산더 대왕의 대군에게 저항했던 성곽들 중에 루스타비 도시를 언급했다.
역사에서는 알렉산더 대왕이 조지아를 침입한 적이 단 한번도 없는데도 불구하고 루스타비는 우프리스치케, 우릅니시, 므츠헤타, 사르키네티와 같은 고대 도시돌과 함께 언급됐다. 그 사실은 루스타비가 조지아의 통일 시대인 기원전 5~4세기에 건립되었다는 증거를 뒷받침해 준다.
레온티 므로벨리는 "왕들의 삶"을 출판했는데, (4세기 끝 무렵의) 카르틀리의 제28대 왕 트리다트는 교회와 수로를 건설했다고 한다. 학술 위원 니콜로즈 베르제니슈빌리는 그 시대 부터의 루스타비는 큰 규모의 정치와 행정의 중심지로 여겨졌다고 기술했다.
바흐탕 고르가살리(5세기)의 통치 기간 동안에 루스타비는 조지아의 정치적 생존에 있어서 중요한 지역이 되었다. 그 후에 주교 관할 강론 지역이 루스타비에 성립되고부터 12명 가운데 한 주교의 루스타비는 바흐탕 고르가살리의 바램에 따라 축성되었다.
카르틀리의 교회들이 바흐탕 고르가살리왕에 대항한 행동을 했다는 점으로 보아 그들이 페르시아의 영향권 하에 있었다는 것을 알 수 있다. 때문에 카르틀리의 왕은 중요한 주교를 해임하고 자기 편 사람을 임명했다.
루스타비의 주교 관할 지역은 13세기부터 몽골에 의해 손상 되기 전까지 실재했다. 후일에 주교 관할 지역은 마르트코피로 전환되었지만 마르트코비의 주교는 필수의 루르타벨리(루스타비) 칭호를 지니고 있었다.
6세기 초, 503년에 조지아 대군은 페르시아에 대항해서 저항전을 벌였다. 그 때의 전투에서 바흐탕 고르가살리 왕은 치명적인 부상을 입었다.
조지아의 전사들은 그들의 사령관을 잃었고 그들은 패르시아에게 패배했다. 페르시아는 카르틀리 왕국을 파괴했고 통치권은 샤흐의 마르자한-비지(에)르에게로 넘어갔다.
원고 이외에도, 루스타비 성곽 유적은 루스타비가 대규모의 정지적, 행정적 중심지였다는 것을 증명했다. 고고학적 발굴 기간 동안에 고대 건물들의 유물들이 발견되었는데, 그 유물들은 4세기와 5세기의 건축물들의 조각들이다.
4세기에 루스타비와 우자르마는 카케티에서 성장했다고 잘 알려졌다.
우자르마는 바흐탕 고르가살리 왕의 주요 거주지였고 그 지역의 이름은 페르시아에서 왔다. "오스탄" 또는 "보스탄"은 왕국을 의미하며, 그 지역의 고대 이름이 왜 보스탄-칼라키 였는지의 이유가 된다. 우리가 그러한 해석을 고려해 본다면, 루스타비가 조지아 왕의 거주지였다는 사실을 확신 할 수 있다. 루스타비는 아랍에게 침입 당할 때도 여전히 매우 중요한 위치에 있었다. 8세기에는 카케티였고 최고 행정 중심지 중에 하나가 되었다.
카케티-헤레티의 최고권자인 크비리케 대제는 3명의 에리스타비(국가 수석)가운데서 1명의 에리스타비를 루스타비에 파견해서 카케티의 모든 지역들을 통치하게 했다. 아랍인들이 패배하여 도망 가는데, 또 다른 적인 투르키시-셀주크가 조지아에 침입했다. 투르키시-셀주케스는 1068년에 술탄 알파르산의 지휘 하에 첫 번째로 조지아를 침입했다. 바그라트 4세 왕과 적과의 전투는 끔찍했다. 그러나 바그라트 4세는 쓰디쓴 패배를 맛봤다. 투르키시-셀주케스는 아칼칼라키를 점령했다. 그 후에 카케티의 왕은 투르키시-셀주크와 가까운 거리에 들게 되었고 그들은 카르틀리의 내부 지역을 점령했다. 그 때는 겨울이었는데도 불구하고 그들은 조지아를 떠났고 적들이 고향을 두고 떠나고 있을 때 트빌리시와 루스타비를 점령했으며 그들을 파들론(아미라)에게 넘겼다. 그 때는 루스타비의 생존에 있어서 고난의 시기였다. 그 곳의 경제는 피폐해졌고 군사 기지만 남아 있을 뿐이었다. 그것은 트빌리시를 탈환하려는 전략적인 의미가 있었다.
1069년 바그라트 4세는 아라니아 파들론을 무찔렀고 루스타비 요새와 파르츠키시, 아가라니도 그에 합류시켰다. 1072년 11월 24일, 바그라트 4세가 죽고 게오르게 2세가 왕위에 올랐다. 그는 모든 동료들과 무력보다 더 나은 상냥한 말, 호의로운 대우, 선물들과 그 외의 것들로 적들과 합세하여 조지아를 요새화하려는데 지쳐갔다. 게오르게 2세는 배신자 이바네(오하네스) 오르벨리아니에게 삼슈빌데를 넘겨줘야 했는데, 카케티의 왕의 관점에서 본다면 루스타비를 준것이나 다름이 없었다. 모든 왕족들은 게오르게 2세에게 반대했다. 그들은 그를 납득할 수 없었다. 그래서 그는 퇴위를 강요당했고 1089년에 16살인 그의 장남이 왕으로 칭송되었다. 나중에 그는 건설자 다비트라고 불리었다. 그 때에 그 도시는 재개발되었고, 니코프시가 다루반디로 성장하는 시작점이었다.
1097년에 건설자 다비트는 투르키시-셀주케스에게 공물을 진상하는 것을 그만두었다. 1104년, 그는 카케티-헤레티도 그의 왕국으로 만들었다. 1105년에 그는 간자의 아미라와 적의 모든 군대를 격퇴시켰다. 그 때까지도 트빌리시, 루스타비, 삼슈빌데, 솜키티, 아그라니가 적의 손아귀에 있었는데, 1110년에 다비트는 삼스빌데를 탈환했고, 1115년에는 루스타비를 탈환했다. 적은 그들 가축들의 먹이가 있는 목초지들이 사방에 있는 루스타비를 잃었다는 것애대해 분개했다. 그 지역은 1121년 8월에는 유명한 디드고리 전투가 일어났다. 조지아의 대군(55,600명의 전사들)은 군인의 수가 약 50만명인 모셀렘에게 승리했다. 1122년 건설자 다비트는 트빌리시를 탈환했다. 해방과 통합은 조지아 전역에 미쳤다. 그 커다란 전투들에서 루스타비는 굉장히 중요한 지역이었다.
1220년, 또 다른 역경이 찾아왔다. 조지아는 적에 대항해서 또 다시 전투를 벌였다. 그 때는 몽골이 아시아의 동부 전역을 휩쓸고 있을 때였고 그들은 조지아에 다다랐다. 몽골 황금 군단의 통수권자인 베르카 칸은 1265년 봄에 캅카스에 이르렀다. 그 당시 조지아는 두 적들에 대항해서 싸웠다. 이란의 일칸과 몽골이 그 적들이었다. 몽골의 지도자 타메를라네는 루스타비를 모조리 파괴했고, 그 곳은 황무지가 되었다.

## 현대 역사

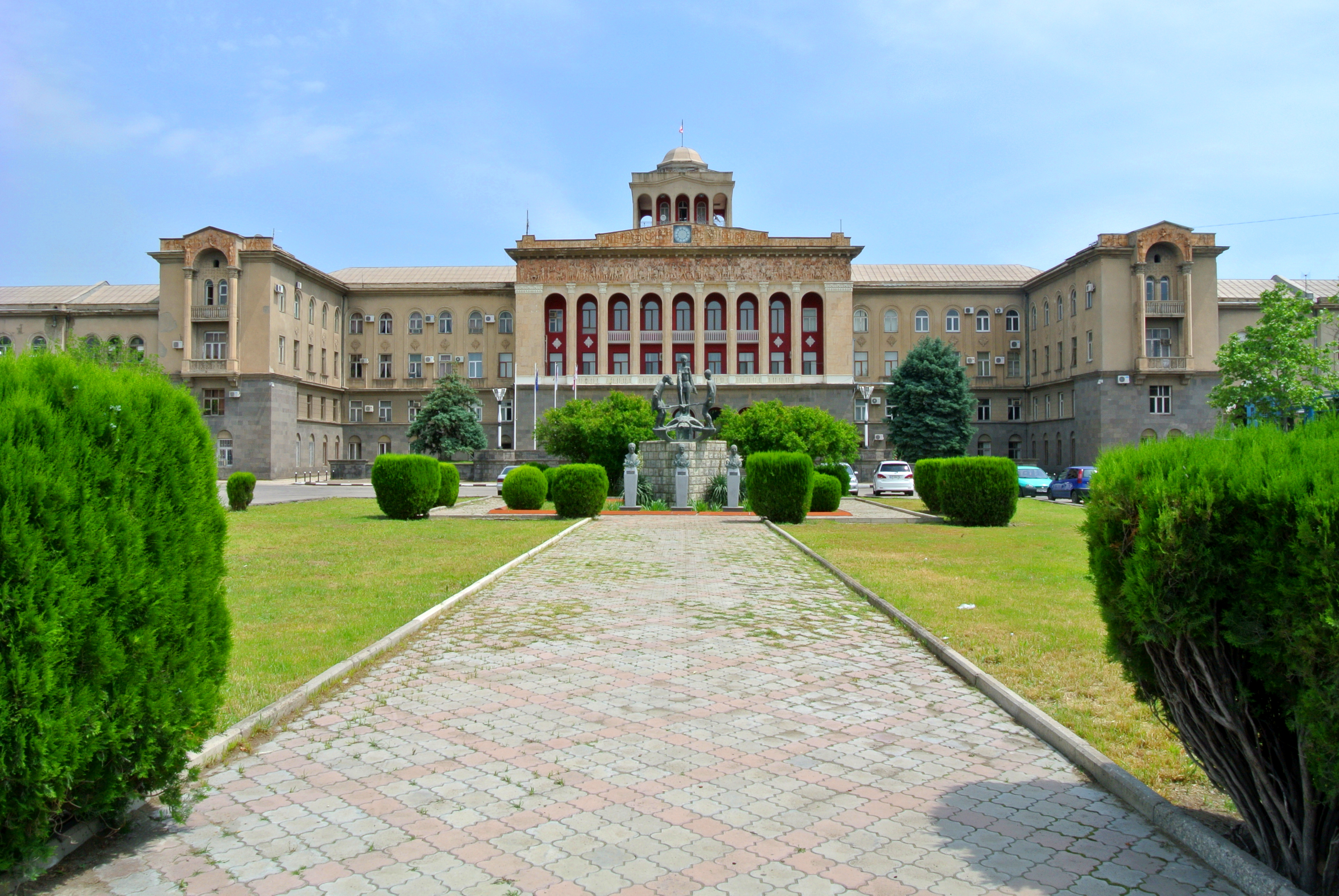
루스타비 철강 단지 본사

루스타비는 소련 시대에 주요 공업 중심지로 재건되었다. 루스타비 개발은 스탈린의 공업화 촉진 절차의 일환으로 제철소들, 제강소들, 화학 공장들, 트빌리시-바쿠의 철도 노선들과 역들이 포함되었다. 루스타비에는 거의 90곳의 대규모와 중규모의 공장들이 있다. 그 도시의 공업 활동의 중심부는 1941~1950년에 근처의 아제르바이잔에서 철광석을 실어와 가공하기 위해 건설된 루스타비 야금 공장이다. 스탈린은 조지아의 여러 지역들에서, 특히 조지아 서부의 가난한 시골 주들에서 사람들을 그 곳으로 보내 일을 시켰다. 루스타비는 트란스캅카스 지역에서 가장 중요한 공업 중심지가 되었다. 공업 활동은 철강 제품들, 시멘트, 화공품들, 인조 섬유들의 제조로도 분야를 넓혔다.
1944년 5월은 루스타비의 현대 시대 역사에서 중대한 해였다. 지질학자들은 야금 제조소들이 지어질 부지의 구역을 한정하기 시작했다. 그 지역은 단기 숙박소들과 가용 인원이 있는 빈민가를 제외하고는 근처에 아무것도 없었다. 조지아의 다른 지역들에서 수 많은 사람들이 루스타비로 향했다. 1944년 8월 30일에 지역 최초의 신문이 발간되었다. 그 신문은 "메탈루르기이사트비스"(조지아어로 "야금(Metallurgy)을 위하여"를 의미)라고 불리었다.
루스타비에는 매일 수 많은 사람들이 이사왔기 때문에 집들이 파티들이 빈번했다. 1948년에 루스타비의 첫 번째 거리는 "세례"가 되었고. 첫 번째 거리가 이름 붙여진 뒤로 두 번째는 루스타비의 "청년 공산주의자 동맹", 세 번째는 루스타비의 건설자, 그 다음은 그 곳의 고대 명칭인 보스탄-칼리키라고 이름 붙여졌다.
1948년 1월 19일에, 그루지야 소비에트 사회주의 공화국의 최고 소비에트 법령으로 루스타비가 공화국의 중요한 도시라고 공표했다. 1950년 4월 27일, 도시 전체는 조지아의 첫 번째 철강 공업 단지의 확정을 축하했다. 그 날은 로스타비의 모든 사람들의 생활에 있어서 기념일이 되었다. 1950년은 루스타비의 현대 역사에서 조지아의 새로운 철강 산업이 시작됐던 대단한 기념적인 해였다. 그 공업 단지는 유명한 조상 칼립스의 토대에서 건립되었다. 제2차 세계 대전 때에 붙잡힌 독일의 POWs들은 루스타비의 도시 건설에 참여했다. 현대 루스타비는 드즈벨리 루스타비(구 루스타비)와 아칼리 루스타비(신 루스타비)의 두 부분들로 분할되어 있다. 구루스타비는 스탈린주의의 건축 양식을 고수하고, 반면에 신루스타비는 소비에트-시대의 아파트 단지들이 다수로 우세하다.
1991년에 소비에트 연방의 붕괴는 소련 경제로 통합됐던 가장 중요한 도시의 붕괴를 야기시켰기 때문에 루스타비에게는 재앙이었다. 대부분의 공장들은 문을 닫았고 도시 인구 중에 65%가 실직했으며 그 상황의 여파로 흉악 범죄와 급성 빈곤이 수반되었다. 거주자들이 일자리를 찾아 다른 곳으로 이사가는 바람에 1990년대 중반에는 약 160,000명 이던 인구가 2002년에는 약 116,000명으로 줄어들었다.

## 기후
| Rustavi의 기후           | Rustavi의 기후 | Rustavi의 기후 | Rustavi의 기후 | Rustavi의 기후 | Rustavi의 기후 | Rustavi의 기후 | Rustavi의 기후 | Rustavi의 기후 | Rustavi의 기후 | Rustavi의 기후 | Rustavi의 기후 | Rustavi의 기후 | Rustavi의 기후 |
| 월                       | 1월            | 2월            | 3월            | 4월            | 5월            | 6월            | 7월            | 8월            | 9월            | 10월           | 11월           | 12월           | 연간           |
| ------------------------ | -------------- | -------------- | -------------- | -------------- | -------------- | -------------- | -------------- | -------------- | -------------- | -------------- | -------------- | -------------- | -------------- |
| 일평균 최고 기온 °C (°F) | 6.3 (43.3)     | 7.9 (46.2)     | 12.4 (54.3)    | 19.6 (67.3)    | 24.8 (76.6)    | 28.6 (83.5)    | 31.9 (89.4)    | 31.6 (88.9)    | 27.0 (80.6)    | 20.3 (68.5)    | 13.4 (56.1)    | 8.2 (46.8)     | 19.3 (66.8)    |
| 일일 평균 기온 °C (°F)   | 2.0 (35.6)     | 3.4 (38.1)     | 7.3 (45.1)     | 13.6 (56.5)    | 18.6 (65.5)    | 22.5 (72.5)    | 25.8 (78.4)    | 25.4 (77.7)    | 21.1 (70.0)    | 14.8 (58.6)    | 8.8 (47.8)     | 4.0 (39.2)     | 13.9 (57.1)    |
| 일평균 최저 기온 °C (°F) | −2.3 (27.9)    | −1.1 (30.0)    | 2.2 (36.0)     | 7.6 (45.7)     | 12.5 (54.5)    | 16.4 (61.5)    | 19.8 (67.6)    | 19.3 (66.7)    | 15.3 (59.5)    | 9.4 (48.9)     | 4.3 (39.7)     | −0.3 (31.5)    | 8.6 (47.5)     |
| 평균 강수량 mm (인치)    | 21 (0.8)       | 27 (1.1)       | 32 (1.3)       | 46 (1.8)       | 75 (3.0)       | 69 (2.7)       | 41 (1.6)       | 40 (1.6)       | 37 (1.5)       | 41 (1.6)       | 34 (1.3)       | 22 (0.9)       | 485 (19.2)     |
| 출처: Climate-Data.org   |                |                |                |                |                |                |                |                |                |                |                |                |                |

## 조지아 국영 학술단앙상블 "루스타비"보관됨2017-03-17 -웨이백 머신
1968년에 조지아 국영 학술단 앙상블 "루스타비" (Georgian Sate Academic Ensemble “Rustavi”)가 설립 되었다. 그 앙상블은 설립되고 35년 동안 3천회가 넘게 공연했고 50개국 이상을 순회하며 상황리에 공연을 마쳤다. 가장 큰 콘서트홀에서 전 세계의 모든 사람들은 앙상블의 공연 예술의 진가를 알았고 그들을 극찬했다. 그 공연단이 콘서트를 여는 모든 나라들의 신문에는 그들의 공연에 최고점이 매겨져 있었다.

## 자매 도시들
- 아제르바이잔의 숨가이트
- 아제르바이잔의 간자
- 폴란드의 우치(1995년~)[2]

## 참고